# Pieśń Partyzantów Lubelszczyzny
Pieśń partyzantów Lubelszczyzny – polska pieśń hymniczna, nieoficjalny hymn partyzantów Obwodu II Lubelskiego AL.

## Historia powstania
Z inicjatywą napisania pieśń bojowej dla partyzantów obwodu wyszli Gustaw Alef-Bolkowiak ps. Bolek i Kazimierz Sidor ps. Kazik. W 1943 Sidor napisał na melodię radzieckiego Marszu Czołgistów pieśń znaną pod tytułem Pieśń Partyzantów Lubelszczyzny lub Pieśń Partyzanta Lubelszczyzny. Opublikowana została na łamach gazetki „Partyzant” wydawanej przez Bolkowiaka. Szybko stała się popularna wśród partyzantów zarówno w północnej jak i południowej części obwodu.

## Tekst
Pójdziemy w bój polskiego ludu syny,

Nie straszny nam krzyżacki krwawy kat,

Za morze krwi przelane z Niemców winy

Damy odpowiedź godną chłopskich chat.
Więc gotuj broń, niech lśni w niej blask zwycięstwa,

Pójdziemy w bój, niech drży krzyżaków ród.

Niech z serca ludu buchnie płomień męstwa,

W którym zgoreje faszystowski płód.
Poszliśmy w las, by rzucić w świat wyzwanie,

Zniesiemy zło, ból, krzywdę, płacz i łzy,

A z morza krwi świat nowy nam powstanie,

Spełnimy szarych mas roboczych sny.